# Нове Добра (Хелмінський повіт)
Нове Добра (пол. Nowe Dobra, нім. Neuguth (1903–45 Neugut)) — село в Польщі, у гміні Хелмно Хелмінського повіту Куявсько-Поморського воєводства.
Населення — 591 особа (2011).
У 1975-1998 роках село належало до Торунського воєводства.

## Демографія
Демографічна структура станом на 31 березня 2011 року:
|          | Загалом | Допрацездатний вік | Працездатний вік | Постпрацездатний вік |
| -------- | ------- | ------------------ | ---------------- | -------------------- |
| Чоловіки | 291     | 69                 | 201              | 21                   |
| Жінки    | 300     | 80                 | 176              | 44                   |
| Разом    | 591     | 149                | 377              | 65                   |